# Athens Akademi
 Denne artikel omhandler den nuværende institution. For det antikke akademi, se Platons akademi.
Athens Akademi (græsk: Ακαδημία Αθηνών, Akadimía Athinón) er Grækenlands nationalakademi og landets højeste forskningsinstitution. Akademiet blev grundlagt i 1926 og hører under Uddannelsesministeriet. Akademiets hovedbygning er et kendt vartegn.